# Polaykalan
Polaykalan (o Polay Kalan, Polaia Kalan, Polai Kalan) è una suddivisione dell'India, classificata come nagar panchayat, di 10.849 abitanti, situata nel distretto di Shajapur, nello stato federato del Madhya Pradesh. In base al numero di abitanti la città rientra nella classe IV (da 10.000 a 19.999 persone).

## Geografia fisica
La città è situata a 23° 11' 60 N e 76° 32' 60 E e ha un'altitudine di 486 m s.l.m..

## Società

### Evoluzione demografica
Al censimento del 2001 la popolazione di Polaykalan assommava a 10.849 persone, delle quali 5.656 maschi e 5.193 femmine. I bambini di età inferiore o uguale ai sei anni assommavano a 1.768, dei quali 906 maschi e 862 femmine. Infine, coloro che erano in grado di saper almeno leggere e scrivere erano 6.591, dei quali 4.177 maschi e 2.414 femmine.